# Aida Hadžialić
Aida Hadžialić (Foča, 21 gennaio 1987) è una politica svedese.
Hadžialić è nata nel 1987, nell'allora Jugoslavia. All'età di 5 anni si trasferisce in Svezia come rifugiata. È stata ministro dell'Istruzione Secondaria, dell'Istruzione degli Adulti e della Formazione nel governo Löfven I dal 3 ottobre 2014, diventando il secondo ministro svedese di fede musulmana. Il 13 agosto 2016 ha rassegnato le dimissioni da ministro per essere stata fermata in guida in stato di ebbrezza.